# Consejo Legislativo del Estado Barinas
El Consejo Legislativo del Estado Barinas (CLEB), es el Parlamento unicameral que representa el Poder Legislativo de ese Estado Federal de Barinas en Venezuela.
El Consejo Legislativo tiene como función general sancionar las leyes relativas a Barinas, aprobar el presupuesto del estado, designar o destituir al contralor del estado, evaluar el informe anual del gobernador, enmendar o proponer cambios a la Constitución del Estado Barinas y controlar los órganos de la administración del estado, autorizar créditos adicionales, entre otras.
El parlamento regional del Estado Barinas es unicameral y está compuesto por once (11) diputados o legisladores regionales que son electos cada 4 años, bajo un sistema mixto de representación, por un lado se eligen un grupo de diputados por lista bajo el método D'Hont a nivel estatal y por otro lado se eligen por voto directo candidatos nominales por circunscripción definida, pudiendo ser reelegidos para nuevos períodos consecutivos, y con la posibilidad de ser revocados a la mitad de su período constitucional. 

## Sede
Su sede esta en la avenida 23 de Enero, Edificio Manuel Palacio Fajardo en la ciudad de Barinas, capital del Estado.

## Funciones
La Cámara elige de su seno, una Junta Directiva integrada por un Presidente y un Vicepresidente, adicionalmente se elige a un Secretario fuera de su seno. Al igual que en la Asamblea Nacional, el Parlamento regional conforma Comisiones permanentes de trabajo que se encargan de analizar los diferentes asuntos que las comunidades plantean, ejerciendo la vigilancia de la administración del Estado con el auxilio de la Contraloría General del Estado, así como la discusión y aprobación de los presupuestos de la cámara y del poder ejecutivo.
Las funciones de los consejos legislativos regionales de Venezuela se detallan en la Ley Orgánica de los Consejos Legislativos de los Estados publicada en Gaceta Oficial de la República Bolivariana de Venezuela del 13 de septiembre de 2001

## Composición de la VII Legislatura (2025-2029) - Actual
| Alianza / Partido Político         | Alianza / Partido Político         | Diputados |
| ---------------------------------- | ---------------------------------- | --------- |
| Gran Polo Patriótico Simón Bolívar | Gran Polo Patriótico Simón Bolívar | 9         |
|                                    | PSUV                               | 9         |
| Un Nuevo Tiempo-Unión y Cambio     | Un Nuevo Tiempo-Unión y Cambio     | 2         |
|                                    | UNICA                              | 2         |

## Legislaturas Previas

### I Legislatura (2000-2004)
En las elecciones del 30 de julio de 2000, se disputaron 7 escaños, logrando el MVR una mayoría simple con 4 de 7 legisladores, la oposición se quedó con 3 legisladores, todos de Acción Democrática
| Alianza / Partido Político | Alianza / Partido Político  | Diputados |
| -------------------------- | --------------------------- | --------- |
| Revolución Bolivariana     | Revolución Bolivariana      | 4         |
|                            | Movimiento Quinta República | 4         |
| Coordinadora Democrática   | Coordinadora Democrática    | 3         |
|                            | Acción Democrática          | 3         |

### II Legislatura (2004-2008)
En las elecciones regionales de octubre de 2004, la alianza oficialista Podemos- MVR (podemos para entonces era oficialista) amplio su mayoría de 2000 a control total en 2004 con 9 legisladores (9 de 9, porque el parlamento ahora tenía 9 integrantes, 2 más que en la legislatura 2000-2004), la oposición no obtuvo ningún escaño:
| Alianza / Partido Político | Alianza / Partido Político  | Diputados |
| -------------------------- | --------------------------- | --------- |
| Revolución Bolivariana     | Revolución Bolivariana      | 9         |
|                            | Movimiento Quinta República | 4         |
|                            | Podemos                     | 5         |

### III Legislatura (2008-2012)
En las elecciones regionales realizadas el 23 de noviembre de 2008 el oficialista PSUV y su partido aliado UVE, obtuvieron 7 legisladores de 9 en disputa la oposición solo consiguió dos legisladores electos por el disidente del oficialismo Gente Emergente:
| Alianza / Partido Político | Alianza / Partido Político            | Diputados |
| -------------------------- | ------------------------------------- | --------- |
| Polo Patriótico            | Polo Patriótico                       | 7         |
|                            | Partido Socialista Unido de Venezuela | 2         |
|                            | UVE                                   | 5         |
| Gente Emergente            | Gente Emergente                       | 2         |
|                            | Gente Emergente                       | 2         |

### IV Legislatura (2013-2017)
El 16 de diciembre en las Elecciones regionales de Venezuela de 2012, el partido oficialista PSUV obtuvo la mayoría de la cámara.
| Alianza / Partido Político    | Alianza / Partido Político            | Diputados |
| ----------------------------- | ------------------------------------- | --------- |
| Polo Patriótico               | Polo Patriótico                       | 6         |
|                               | Partido Socialista Unido de Venezuela | 6         |
| Mesa de la Unidad Democrática | Mesa de la Unidad Democrática         | 3         |
|                               | MUD                                   | 3         |

### V Legislatura (2018-2022)
En marzo de 2018, el CNE informó que el número de legisladores a elegir en las elecciones de consejos legislativos estadales es de 251, 192  que se escogerán de forma uninominal (nombre y apellido), 52 por voto lista y dentro de los nominales, en ocho estados del país se escoge un representante indígena.
Y bajo la premisa de la Lopre, el CNE aumentó el número de diputados en ocho estados del país, donde se adicionaron dos parlamentarios: Barinas, Falcón, Monagas, Portuguesa y Sucre que cuentan hoy día con 9 diputados regionales tendrán a partir de mayo 11; mientras que Cojedes y Yaracuy de 7  el CNE los llevó a 9 y  Táchira que escogerá 13 diputados y no los 11 que se seleccionaron hace seis años, en las elecciones regionales de 2012.
En esta elección el Gran Polo Patriótico alcanza la totalidad de los escaños de la cámara. Esta alianza, en las elecciones de concejos legislativos realizada el 20 de mayo de 2018, logra ganar todos los curules de la cámara, explicado principalmente por la decisión de los principales partidos políticos, opositores al gobierno de Nicolás Maduro, de no participar en las elecciones
| Alianza / Partido Político | Alianza / Partido Político            | Diputados |
| -------------------------- | ------------------------------------- | --------- |
| Polo Patriótico            | Polo Patriótico                       | 11        |
|                            | Partido Socialista Unido de Venezuela | 11        |

### VI Legislatura (2022-2025)
En las elecciones de 2022, resulta electo Gobernador del Estado, Sergio Garrido (MUD), sin embargo en la cámara legislativa la mayoría la poseen los partidos opositores al gobernador.
| Alianza / Partido Político         | Alianza / Partido Político         | Diputados |
| ---------------------------------- | ---------------------------------- | --------- |
| Plataforma Unitaria                | Plataforma Unitaria                | 4         |
|                                    | MUD                                | 4         |
| Alianza Democrática                | Alianza Democrática                | 1         |
|                                    | Alianza Democrática                | 1         |
| Gran Polo Patriótico Simón Bolívar | Gran Polo Patriótico Simón Bolívar | 6         |
|                                    | PSUV                               | 6         |